# 雀球

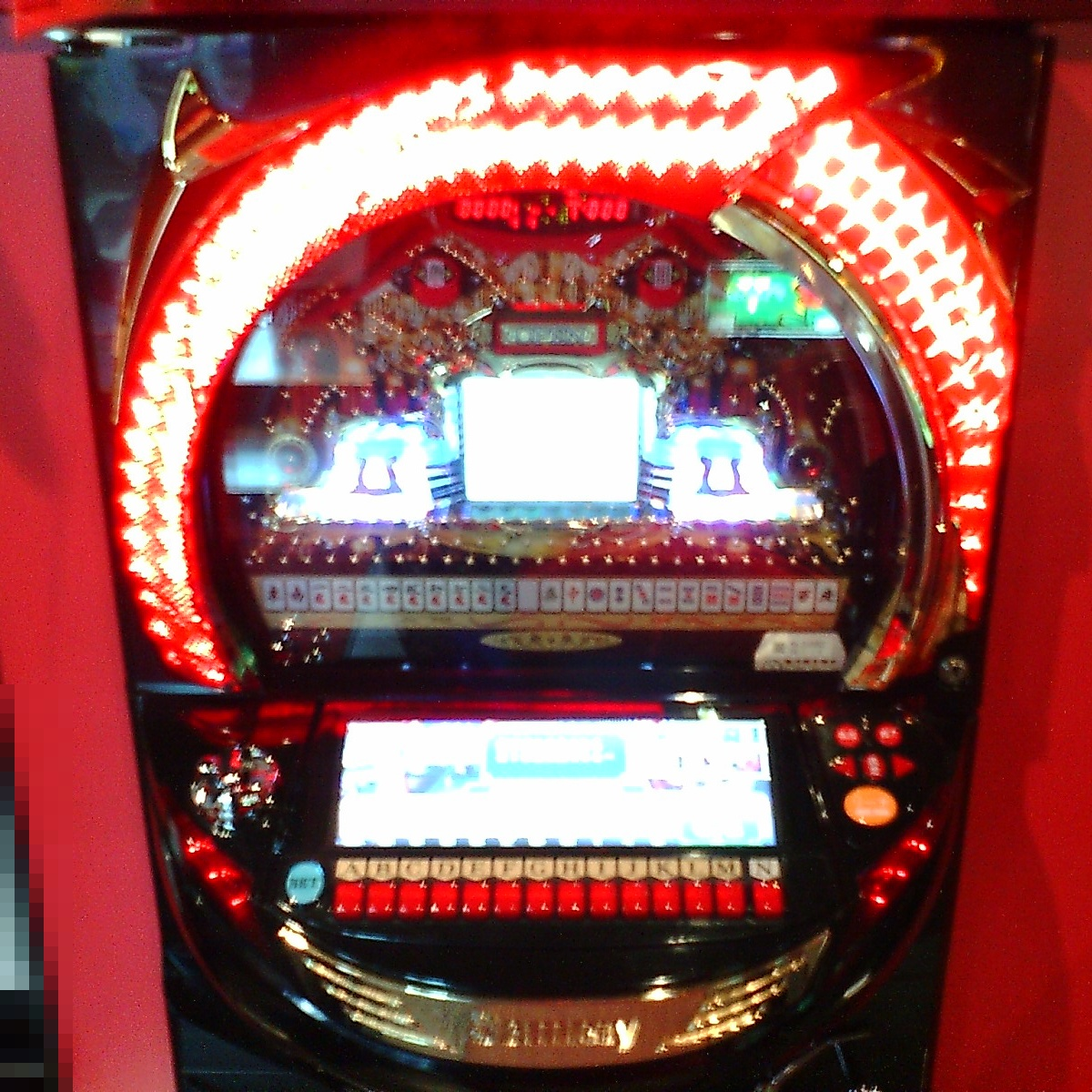
雀球（ドリームジャンベガスF）

雀球（じゃんきゅう）は、麻雀牌の入賞で当たり役を作り、得点に応じてメダルが払い戻される遊技機。

## 概要
正式名称はじやん球遊技機（「や」が大文字）。アレンジボールと遊技方法が類似するが別の遊技機区分である。一般にはパチンコの一ジャンルとして認識されている。パチンコ玉を手に取ることはできず、メダルを使ってベットすると玉が打てるようになる。玉をはじく方法については、手打ちのものと電動ハンドルのものと両方存在する。
本来の麻雀と違い、使用される牌は索子の2から8を除いたものとなっており、役も四暗刻は完成しやすいため低い点数とされているなど、ベースとなる点数が異なる。
標準的にゲーム開始と共に14発の球が与えられ、打ち出した球の入賞した場所によって配牌が決定、以降は麻雀と同じく不要牌を捨てつつ新たに球を打ち出し、入賞した牌がツモ扱いとなる(5牌目はリプレイとして再遊技)。機種にもよるが3回 - 10回前後その手順を繰り返し、役が完成するか規定の打ち出しを消化しきるとゲーム終了となる。
1982年にアーケードゲームの『ジャンピューター』が登場するまでは、一人で麻雀が遊べるほぼ唯一の遊技機だった。アーケードゲームの麻雀ゲームが普及すると、それに追従する形で牌の表示に液晶パネルを用いたり上がり点を自動計算するなどのデジタル化が進んでいった。
液晶を採用した機種によっては槓やリーチができたり、一発や槓ドラ・裏ドラの概念が存在するものもあり手役が大きくなる傾向にある。その分、牌の交換回数が減少していたり四暗刻を代表とした役満等で手役の大きさに反比例して払い出しが減少している（例:四暗刻5点､小四喜5点など）。
デジタル化以前の旧機種では、メダルを一枚投入して台の横にあるレバーを引くことで前回プレイの盤面がリセットされて14発の球が払い出された。同じ牌に5球が入賞すると5球目は「アウト」と表示されて無駄打ちの扱いになった。役が揃ったら台に設置してあるランプを点灯させて店員を呼び、店員が目視で役を数えてメダルを払い出した。メダルの払い出しは台の横に鍵穴があり、鍵を一回ひねるとメダルが一枚払い出された。
機種によっては店舗側で曜日や日付､台によって自風牌･場風牌の設定変更が可能なモデルも存在する。
旧規定では最高払い出しはBET額の10倍（200円で3枚のメダルを1枚使用して遊戯、最大払い出しは10枚）までとなっていたが、現規定ではボーナスとなる条件連続装置の搭載が認められ、最大でBETの100倍以上の払い出しが可能となっている。1枚20円のパチスロ用メダルを3枚使用して遊技開始、理論上の最高払い出しは毎G30枚*14Rの420枚払い出しとなる。
昨今は麻雀牌を使用せず、打ち出しも最初に3発、次に1発のみとし、数字や特定の図柄が揃うと役が成立して払い戻しが発生、特定役に入賞してボーナスが開始される形へ発展しており、麻雀要素自体が見られない。

## 役一覧
以下は藤商事『フラッシュマジコン』で採用されていた役一覧。
- 一飜（払い戻しメダル1枚）

平上り, 断么九, 平和, 一盃口, 三暗刻, 混一色
- 二飜（払い戻しメダル2枚）

小三元, 七対子, 全帯么, 一気通貫
- 三飜（払い戻しメダル3枚）

四暗刻, 純全帯么, 清一色, 小四喜
- 役満（払い戻しメダル10枚）

天和, 大三元, 四喜和, 字一色, 国士無双, 九蓮宝燈
- その他

左右チャッカーに玉が入ると「ドラ」「風」「懸賞役」のいずれかが表示されて、それを入れて上がると払い戻しメダル1枚追加
中央チャッカーに2個、玉が入ると払い戻しメダルが2倍
1プレイでの払い戻しは最高で15枚まで

## 歴史
2007年6月まで、古い機種が東京都の一部や北九州市の小倉駅周辺の店に設置されていた。パチンコ、パチスロのみなし機の撤去が義務付けられた風営法の規制強化により、猶予期間の満了と共にアレンジボールと共にすべて撤去されており、みなし機撤去後は2007年以降に検定を通過した機種のみがパチンコ店に設置されていた。
2013年をもってパチンコ店に雀球を設置している店舗は0となり、2017年1月現在では4号営業下での遊技は行えないが、現在でも一部のゲームセンター、ゲームコーナー等に風営法に適合するように改造された古い機種が設置されていることがあり、景品交換は行えなくとも遊技を行うことは可能。
2004年の規定変更により、新基準機では自動で配牌が出るなどのデジタル要素が付加されるとともに、1ゲームあたりの所要時間の短縮が図られている。メダル3枚最短4.1秒で終わるパチスロや、16球を8秒で打ち終えるアレンジボールと異なり1ゲームの消化に1分以上かかるため、雀魔王シリーズの場合、指定された役を和了したときに突入するビッグボーナスの消化に30分前後要することもあった。新基準機は貸しメダル料が3枚200円の1ベットからパチスロと同じ1枚20円の3ベットに変更され、同時に開放条件装置や特別入球口、及び条件連続装置(所謂ボーナス)の搭載が認められ、パチスロと同じメダルを使用できるようになった。
最高払い出しの規定自体は変更されておらず、役物や倍率機能が付いた機器に関してはベットの10倍(現規定では3betに対して30枚)までの払い出しが上限となり、ボーナスについても14Rが上限となるため最高獲得枚数は420枚(純増378枚)となる。
昨今のパチンコ業界では、「少額の投資で長時間遊技を出来るように」という傾向が強くなってきていることから、長らく新機種が登場していなかった雀球においても、サミーが新機種『ドリームジャンベガスZ』を2006年に発表し、試験稼働を行っていたが、2007年2月に『ドリームジャンベガスF』として検定を通過、試験導入の後に正式発売となった。ひとつ前の機種も同社の『雀魔王』である。サミーのパチンコ業界に対する新たな提案ともいえる。
パチンコのシマに設置されていた古い機種と異なり、ドリームジャンベガスFはパチスロのシマに設置できるようになっている。5号機になって射幸性が低下したことやみなし機問題などの複数の要因により多数の台が撤去され、空きスペースが生じたパチスロのシマを埋めるために雀球を設置していた店もあった。

### 年表
- 1958年初の雀球『コミックゲート』（奥村遊機）が開発される。当時はパチンコの1機種という扱いであった[2]。
- 1979年初のブラウン管TVモニターを搭載した『TV雀球』（サミー工業）が開発される[3]。
- 1994年初の液晶搭載機種『雀魔王Ⅲ』（サミー工業）が開発される[2]。
- 2007年2月1994年以降、雀魔王Ⅲ以降長らく新機種の発表がなかった雀球だが、サミーより『ドリームジャンベガスZ』の発表、試験導入の後に全国販売が開始された。
- 2007年6月、パチンコ、パチスロのみなし機一斉撤去に伴い、ほぼ全ての雀球がパチンコ店から姿を消し、それに伴い専門店は廃業を余儀なくされた。
- 2007年末現在での雀球等設置台数（警察庁調べ）はわずか90台にまで減少、サミー以外のメーカーから新機種が発売されることもなくなっているため、もはや日本国内では絶滅寸前の状態となっている。
- 2008年にサミーより『手打ち雀球仮面ライダー狙え！大三元』が販売されたが、導入は振るわなかった。年末段階での全国台数は僅か39台まで減少。
- 2009年年末時点での全国設置台数は僅か8台となり、1桁まで減少した。
- 2011年年末時点でのパチンコ店での設置がついに1台のみを残す事となる。
- 2012年にサミーより、『雀球伝道録カイジ』を発表、試験稼働を経て正式発売になるが販売が振るわず、数店舗が少数を導入したのみに留まった。
- 2013年日本におけるパチンコ店での雀球設置が0台となり、雀球の歴史上初めてパチンコ店に雀球が存在しない状況となった。
- 2015年8月、雀球が新規にて1機種適合したことが明らかになった[4]。
- 2016年2月、サミーより雀球の認知度向上を目的とした「JANQ」サービスが展開された[5]。
- 2016年8月、型式試験で雀球の申請が行われたと発表があった[6]が結果は不適合とされた。

## 現代の雀球について
雀球自体、1994年に発表された雀魔王Ⅲ以降、パチンコ店向けとしての新機種の発表は長らく行われておらず、一部の地域でアレンジボールや手打ちパチンコ、普通機などと共に細々と設置される状況に留まっていた（雀球をモデルとしたアミューズメント機器は僅かながら開発された）。
2007年に実施されたみなし機撤去に伴い、当時に検定が有効であった『ドリームジャンベガス』以外の機種は全て撤去を余儀なくされ、『ドリームジャンベガス』自体も試験導入や4号機パチスロの撤去後の穴埋めという意味合いが非常に強く、短期間で撤去される事態が相次いだ事からパチンコ店としての雀球は事実上、一旦の終焉を迎えた。
2008年以降、サミーより不定期ではあるが新機種の発表、試験導入 - 全国販売が度々行われており『手打ち雀球仮面ライダー 狙え!大三元（2008年）』や『手打ち雀球伝道録カイジ（2012年）』などの有名版権を用いた機種も登場している。
2013年末時点でパチンコ店での雀球設置が0となり、一般的に認知されているとは到底言い難い状況ではあるが、その状況を打破するため2016年に入ってサミーよりスマートフォン向けに『JANQ』がAndroid、iPhone向けにリリース、認知度の向上を目指しその後も雀球アプリが複数リリースされている。『JANQ』でプレイできるアプリについても「製品化に向けて研究開発を続けている」と発表されており、今後も同社より雀球の発表・販売が行われる可能性が高い。
2018年の規則改定でぱちんこ等と同様に型式名の頭文字が変更され､じゃん球は『J』が付与されることが決定した｡
2018年9月に、スマートフォン向けセガNET麻雀 MJのアプリ内にて『JANQ』が実装された｡
2018年11月に実施された『ユニバカxサミフェス』で『JANQ』ブースが出展され､過去に販売された機器や今後の展開を見据えたコンセプト機が展示された｡

## 主な機種
藤商事
- じゃん球 - 1957年発売
- デラックスじゃん球
- ニューフラワーⅡ
- ラッキー雀球
- レインボー雀球
- フラワー雀球
- ジャン・マジコン - マイコン搭載でメダルの払い出しを全自動化
- アストロマジコン
- ニューマジコン - 倍役チャンス機能を搭載
- グラフィックマジコン - 牌の表示に蛍光表示管を搭載
- リフレッシュマジコンA

サミー
2004年の規定変更以降に発表された機種を挙げる。★印付きの機種は正式販売に到らなかった（テスト導入どまりの）機種。
- ドリームジャンベガス（2007年）
- ★手打ち雀球仮面ライダー 狙え!大三元（2008年）
- ★ぎゅわんぶらあ自己中心派（2010年）
- 手打ち雀球伝道録カイジ（2012年）

## 設置台数を含め、参考情報
- 全日本遊技事業協同組合連合会の発表情報[9]